# Gretl
gretl és un paquet estadístic de codi obert, utilitzat principalment per a realitzar càlculs economètrics. El seu nom és un acrònim per Gnu Regression, Econometrics and Time-series Library. El programa té una interfície d'usuari gràfica i es pot utilitzar juntament amb X-12-ARIMA, TRAMO/SEATS, R, Octave i Ox. Està programant amb el llenguatge C, utilitza GTK com a widget toolkit per crear el seu GUI, i utilitza gnuplot per a generar gràfiques. Com a complement a GUI també disposa d'una interfície de línia d'ordres.
Pot imprimir models com fitxers de LaTeX. A més d'en anglès, gretl està també disponible en altres idiomes, com basc, txec, alemany, francès, italià, polonès, portuguès, rus, castellà i turc. El programa ha estat analitzat diverses vegades a la revista científica Journal of Applied Econometrics. També ha estat ressenyat a Journal of Statistical Software.

## Formats de dades
gretl ofereix el seu propi format de dades, plenament documentat, basat en XML. També pot importar fitxers en els formats ASCII, Comma Separated Values, databank, EViews, Microsoft Excel, Gnumeric, GNU Octave, JMulTi, Opendocument Spreadsheet, PcGive, RATS 4, SAS xport, SPSS i Stata. Pot exportar als formats GNU Octave, R, Comma Separated Values, JMulTi i PcGive.